# Tony Todd
Pour les articles homonymes, voir Todd.
Tony Todd, né le 4 décembre 1954 à Washington D.C., (États-Unis) et mort le 6 novembre 2024 à Marina del Rey, Californie (États-Unis) est un acteur américain.
Il est principalement connu pour son rôle du fantôme tueur en série (en) dans la série de films Candyman.

## Biographie

### Jeunesse et débuts
Anthony Tiran Todd naît le 4 décembre 1954 à Washington D.C., (États-Unis).
Il grandit à Hartford dans le Connecticut, où il fait ses études avant d'entrer à l'université du Connecticut. Il étudie le théâtre à l'Eugene O'Neill National Actors Theatre Institute puis joue dans la Trinity Repertory Company à Providence (Rhode Island). Il a une sœur également actrice, Monique Dupree (en), née en 1974.

### Carrière
Après avoir joué quelques rôles mineurs au cinéma dans Platoon (1986) et le remake de La Nuit des morts-vivants (1990), Tony Todd incarne pour la première fois en 1992 le rôle-titre (en) du film d'horreur Candyman. Il reprend le rôle dans Candyman 2 en 1995 et Candyman: Day of the Dead en 1999.
Il interprète ensuite le rôle de William Bludworth (en) dans quatre des films de la série horrifique Destination finale : Destination finale (2000), Destination finale 2 (2003)  Destination finale 5 (2011) et Destination finale : Bloodlines (2025).
Il joue également le personnage de comics Venom dans la suite du jeu vidéo Marvel's Spider-Man sorti en 2018.

### Mort
Tony Todd meurt le 6 novembre 2024 à Marina del Rey, Californie (États-Unis) à l'âge de 69 ans.

## Filmographie

### Cinéma

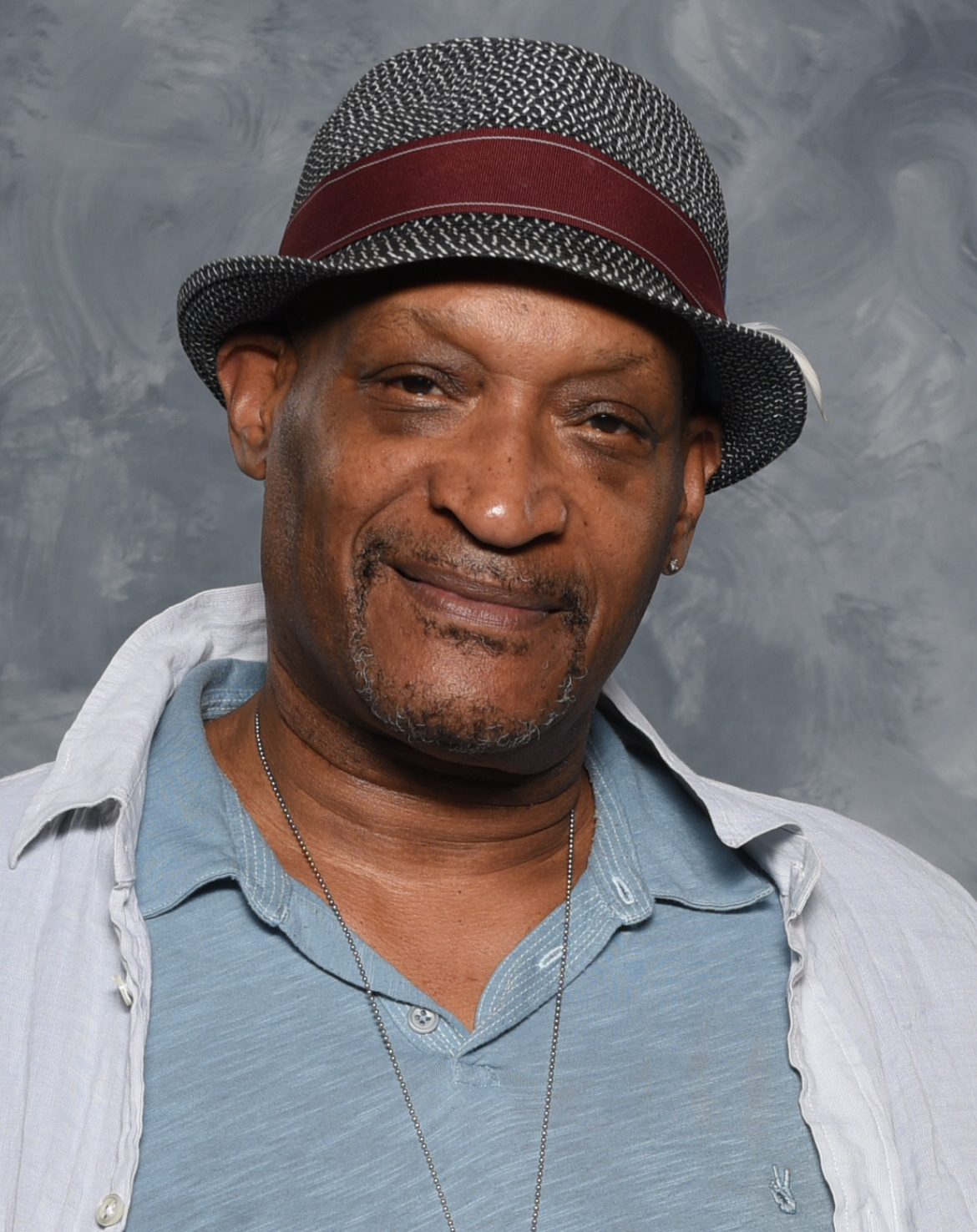
Tony Todd en 2017.

- 1986 : Platoon : Warren
- 1987 : 84 Charing Cross Road : l'employé de démolition
- 1987 : Territoire ennemi (en) (Enemy Territory) : le comte
- 1988 : Bird : Frog
- 1989 : L'Incroyable Défi : William Wright
- 1990 : La Nuit des morts-vivants (Night of the Living Dead) de Tom Savini : Ben
- 1992 : Candyman : Daniel Robitaille alias Candyman
- 1993 : Excessive Force : l'inspecteur Frankie Hawkins
- 1994 : The Crow : Grange
- 1995 : Candyman 2 : Daniel Robitaille alias Candyman
- 1996 : Rock : le capitaine Darrow
- 1996 : LA by Night (en) (Driven) : Darius Pelton
- 1996 : Dar l'Invincible 3 : L'Œil de Braxus : Seth
- 1997 : Wishmaster : Johnny Valentine
- 1998 : Opération Pandora : CIA Director Garrett Houtman
- 1999 : Candyman 3 : Le Jour des morts : Daniel Robitaille
- 2000 : Destination finale : William Bludworth
- 2000 : Le Secret : Bill
- 2003 : Destination finale 2 : William Bludworth
- 2003 : Control Factor : Reggie
- 2004 : Murder-Set-Pieces : le gérant
- 2004 : Scarecrow, la résurrection : Caleb Kilgore
- 2006 : Destination finale 3 : la voix du diable à l'entrée du manège
- 2006 : Butcher : La Légende de Victor Crowley : le révérend Zombie
- 2006 : The Strange Case of Dr. Jekyll and Mr. Hyde : Dr Henry Jekyll / Edward Hyde
- 2007 : The Man from Earth : Dan
- 2007 : Chicago Massacre : le capitaine Dunning
- 2008 : Dark Reel : l'inspecteur Shields
- 2009 : Transformers 2 : La Revanche : Le Fallen (voix)
- 2010 : Butcher 2 : le révérend Zombie
- 2011 : Destination finale 5 : William Bludworth
- 2012 : Sushi Girl : Duke
- 2014 : Disciples : Duncan
- 2015 : Frankenstein de Bernard Rose
- 2015 : Scream at the Devil : l'inspecteur Johnson
- 2017 : Victor Crowley : Reverend Zombie
- 2017 : From Jennifer : Chad Wolfe
- 2018 : The Debt Collector : Barbosa
- 2019 : Le Règne des Supermen : Darkseid
- 2019 : Badland de Justin Lee : sénateur Benjamin Burke
- 2020 : Sky Sharks : Major General Frost
- 2020 : Justice League Dark: Apokolips War : Darkseid
- 2021 : Candyman : Candyman / Daniel Robitaille
- 2024 : Stream : Future Mr. Lockwood
- 2025  : Destination finale : Bloodlines de Zach Lipovsky et Adam B. Stein : William Bludworth (sortie posthume)

### Télévision
- 1987 : La Malédiction du loup-garou, épisode La Licorne : Charlie
- 1989 : MacGyver, épisode Sur la piste des rhinocéros (5.8) : Zimba, un homme de main
- 1990 : Innocent coupable : l'inspecteur Riley
- 1992 : Le Feu de minuit (en) (Sunset Heat) : Drucker
- 1994 : X-Files : Aux frontières du réel, épisode Insomnies 2.4) : Augustus Cole
- 1995 : Hercule, épisode Les Gladiateurs (1.10) : Gladius
- 1995 : Star Trek: Deep Space Nine, épisode Le Visiteur (4.3) : Jake Sisko
- 1996 : Beverly Hills 90210 : Dr. Julius Tate (saison 7, épisode 10)
- 1996 : Xena, la guerrière, épisode Le Bateau de la malédiction (2.21) : Cecrops
- 1996 : Star Trek : Deep Space Nine, épisode Les Fils de Mogh (4.15) : la capitaine Kurn / Rodek
- 1997 : Sœurs de cœur : Ed Tom
- 1998 : Opération Pandora (The Pandora Project) : le directeur de la CIA Garrett Houtman
- 1998 : Hercule, épisode La Foi (5.1) : Gilgamesh
- 2000 : Angel, épisode Le Linceul qui rend fou (2.8) : Vyasa
- 2002 : Charmed, épisode Invincible (5.9) : Avatar
- 2002 : Les Experts : Miami, épisode La Mort au bout du fil (1.11)
- 2003 : Smallville, épisode Niveau -3 (1.8) : Earl Jenkins
- 2003 : Control Factor : Reggie
- 2004 : 24 heures chrono, épisode 3h00 - 4h00 (3.15 : l'inspecteur Michael Norris
- 2005-2006 : Stargate SG-1, épisodes Pour l'honneur (9.8), Le Quatrième Cavalier de l'Apocalypse (2/2) (9.11) et  Le Manteau d'Arthur (9.18) : Lord Haikon
- 2005 : Esprits criminels, épisode Une affaire de famille (1.7) : Eric Miller
- 2007-2011 : Chuck : Langston Graham, directeur de la CIA (10 épisodes)
- 2009 : 24 heures chrono : Redemption : le général Benjamin Juma
- 2009 : 24 heures chrono, saison 7 : le général Benjamin Juma
- 2009 : Psych : Enquêteur malgré lui, épisode À qui le tour ? (4.7) : le lieutenant Moses Johnson
- 2009 : Batman : L'Alliance des héros : Astaroth (voix)
- 2012 : Hawaii 5-0, épisode Kalele (2.19) : Jordan Nevins
- 2012 : Holliston, épisode Candyman (1.4) : lui-même
- 2012-2013 : Young Justice : Icon (voix)
- 2013 : Les Feux de l'amour : épisode Regular Cast : Gus Rogan
- 2015 : Flash : Zoom (voix)
- 2016 : Dead of Summer : Un été maudit : Holyoke « le grand homme »
- 2017 : Room 104, épisode The Knockadoo : The Father
- 2017 : Riverdale, épisode  Chapitre vingt : Contes macabres (2.7) : le fermier McGinty
- 2019 : The Orville : Moclan Delegate
- 2019 : Scream: Resurrection : Luthor Thompson
- 2021-2024 : Les Maîtres de l'univers : Révélation : Scare Glow (voix)

### Jeux vidéo
- 2007 : Half-Life 2: Episode Two : Vortigaunts
- 2012 : Call of Duty: Black Ops II : Tommy Briggs
- 2013 : Dota 2 : Night Stalker, Viper et Dragon Knight
- 2019 : Layers of Fear 2 : Le Réalisateur (voix)
- 2020 : Half-Life: Alyx : Vortigaunts
- 2023 : Marvel's Spider-Man 2 : Venom
- 2024 : Indiana Jones et le Cercle ancien : Locus

## Voix francophones
En version française, Tony Todd est doublé dans un premier temps à deux reprises par Robert Liensol dans Platoon et Colors, Pascal Renwick l'a doublé à six reprises dans Star Trek : La Nouvelle Génération, Excessive Force, Candyman 2, Star Trek: Deep Space Nine, Smallville et Esprits criminels, ainsi qu'à titre exceptionnel par Daniel Sarky dans Bird, Med Hondo l'a doublé à trois reprises dans La Nuit des morts-vivants, Innocent coupable et Beverly Hills 90210, Pierre Saintons dans Candyman, Lionel Henry dans New York, police judiciaire, Sady Rebbot dans The Crow, Alain Dorval dans Xena, la guerrière et Bruno Dubernat dans Dar l'Invincible 3 : L'Œil de Braxus.
À partir de Rock (1996), Thierry Desroses devient sa voix régulière. Il le double ainsi dans Wishmaster, Candyman 3 : Le Jour des morts, les films Destination finale, Chuck et dans la série Eli Roth's History of Horror. En parallèle, Benoît Allemane le double à deux reprises dans 24 heures chrono et The Event, tandis que Sylvain Lemarié le double dans Angel, Jean-Paul Pitolin le double dans Stargate SG-1, Frédéric Souterelle dans Dark Reel et Claudios Dos Santos dans le remake Candyman de 2021.